# Amsterdam Symphony
Amsterdam Symphony is een bouwproject in de Amsterdamse Zuidas dat twee in het oog springende oranjerode wolkenkrabbers omvat. De woontoren met luxe appartementen is 105 meter hoog en telt 29 verdiepingen, de kantoortoren is 97 meter hoog en telt 27 verdiepingen. De torens zijn ontworpen door de Nederlandse architect Pi de Bruijn. In een derde, lager gebouw van donkerrode baksteen is het viersterrenhotel Crowne Plaza Amsterdam-South gevestigd, ontwerp van AWG architecten.
Het project is een onderdeel van het Gershwin-project, een woonwijk met 1200 appartementen in het kerngebied Zuidas.
Met de bouw is in september 2006 begonnen; het complex is in 2009 in gebruik genomen.
Het complex speelde een belangrijke rol in de vastgoedfraudezaak.
In december 2013 verkocht het Philips pensioenfonds de laatste kantoortoren voor 215,1 miljoen euro. De eerste woontoren werd al eerder verkocht.

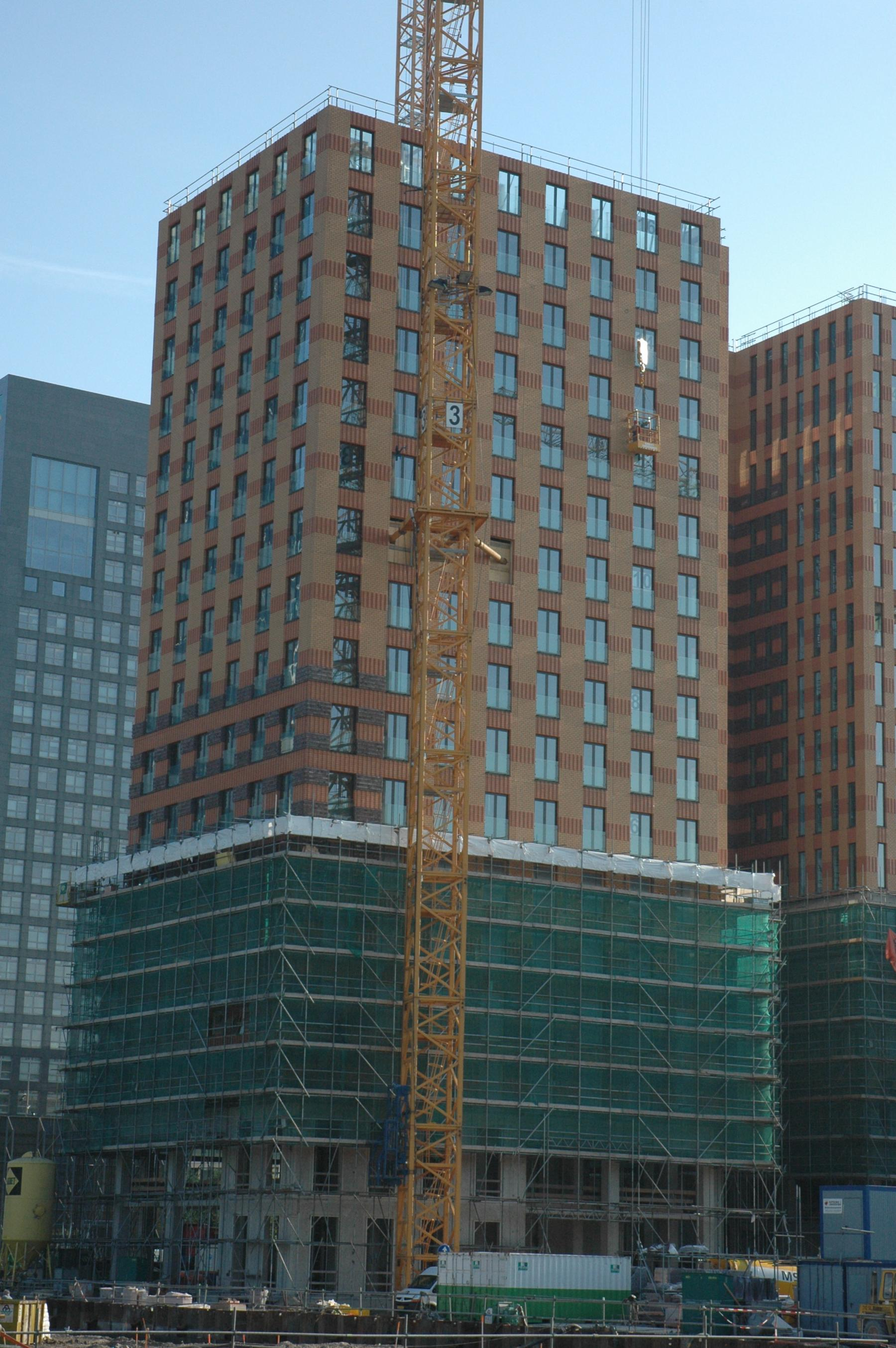
tijdens de bouw in 2008
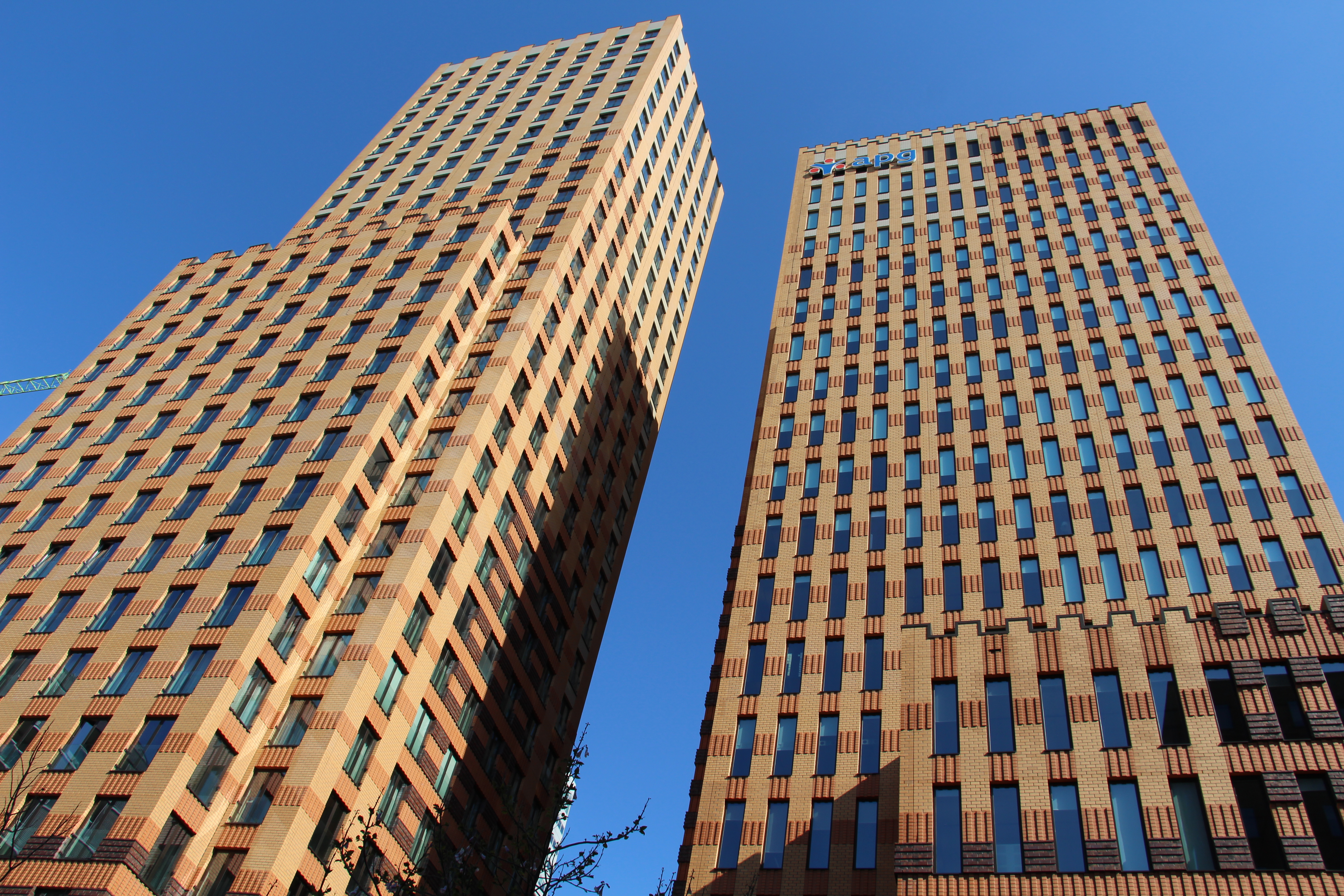
het complex in 2016
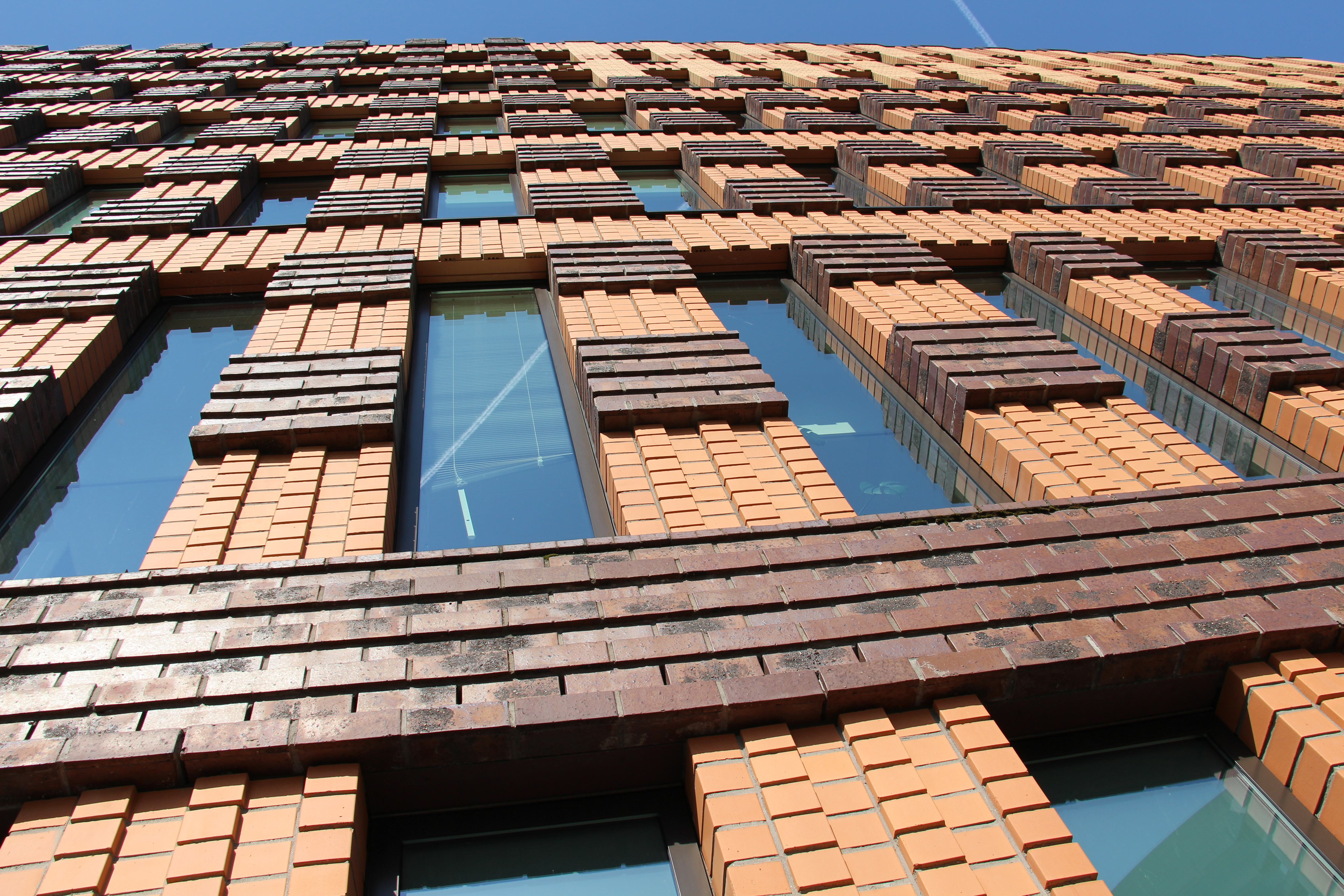
geveldetails

Rembrandttoren · Mondriaantoren · Y-Towers · Amsterdam Symphony · WTC H Toren · ABN AMRO-hoofdkantoor · Amstel Tower · Ito-toren · Valley · Millennium Tower · Crystal Tower · The Sharing Tower · Teleport Tower · Viñoly · Breitnertoren · Oval Tower · The Rock · Pontsteiger · La Guardia Plaza · Cross Towers · New Amsterdam · UNStudio Tower · Boekhuis · IJ-toren · A'DAM Toren · Hourglass · Vivaldigebouw · Okura Hotel · 900 Mahler · De Nederlandsche Bank · Xavier · De Spakler
Cooltoren (Rotterdam) · Delftse Poort (Rotterdam) · FIRST (Rotterdam) · Hoftoren (Den Haag) · JuBi-gebouw (Den Haag) · De Kroon (Den Haag) · Maastoren (Rotterdam) · Millenniumtoren (Rotterdam) · Mondriaantoren (Amsterdam) · Montevideo (Rotterdam) · New Babylon (Den Haag)  · New Orleans (Rotterdam) · The Red Apple (Rotterdam) · Rembrandttoren (Amsterdam) · De Rotterdam (Rotterdam) · Het Strijkijzer (Den Haag) · Westpoint (Tilburg) · World Port Center (Rotterdam) · De Zalmhaven (Rotterdam)
Achmeatoren (Leeuwarden) · Alphatoren (Enschede) · Carlton (Almere) · Erasmusgebouw (Nijmegen) · Europees Octrooibureau (Rijswijk) · EWI-gebouw (Delft) · Hondsrugtoren (Emmen) · Innovatoren (Venlo) · Kempkensberg (Groningen) · Niko (Eindhoven) · Provinciehuis ('s-Hertogenbosch) · Rabobank (Utrecht) · Sardijntoren (Vlissingen) · IJsseltoren (Zwolle)